# Riu Delaware
El riu Delaware és un riu dels Estats Units que desemboca a la costa atlàntica. Té una longitud de 579 km i drena una superfície de 36.568 km². Discorre o forma frontera pels estats de Nova Jersey, Nova York, Pennsilvània i Delaware.

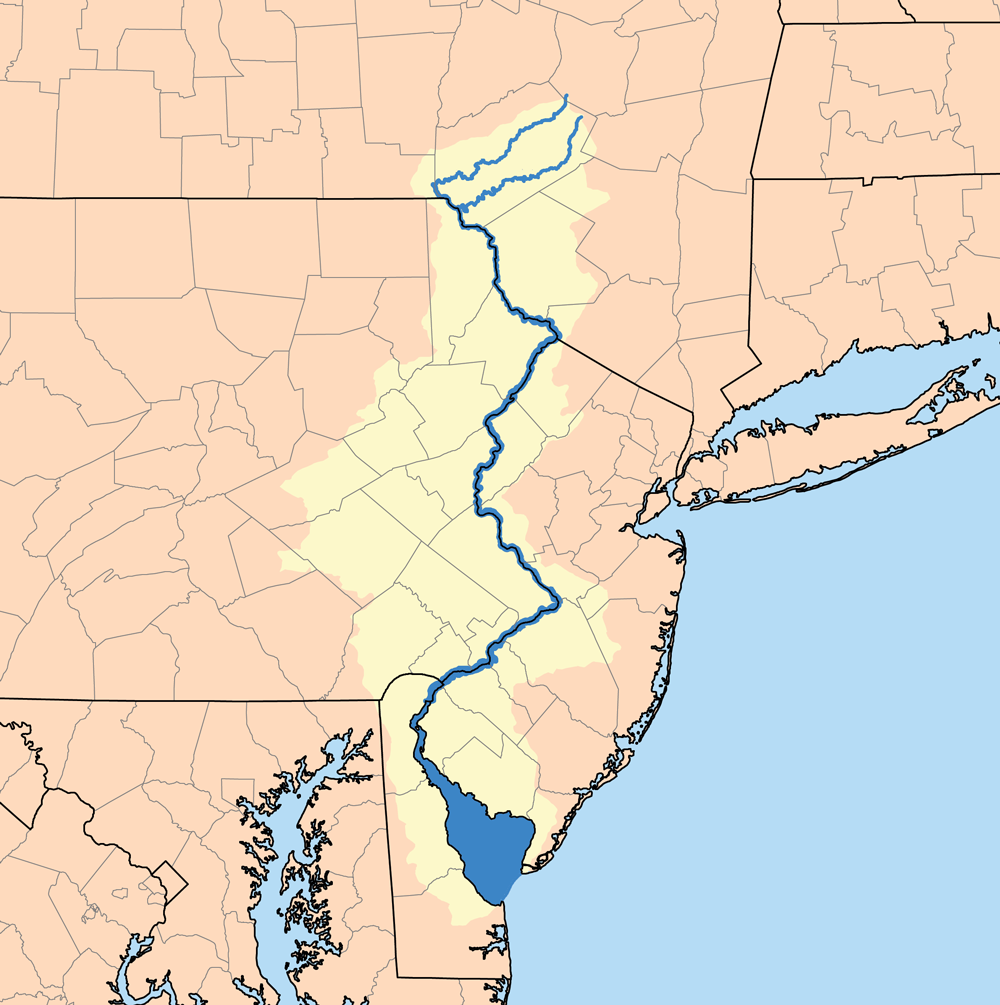
Conca del riu Delaware

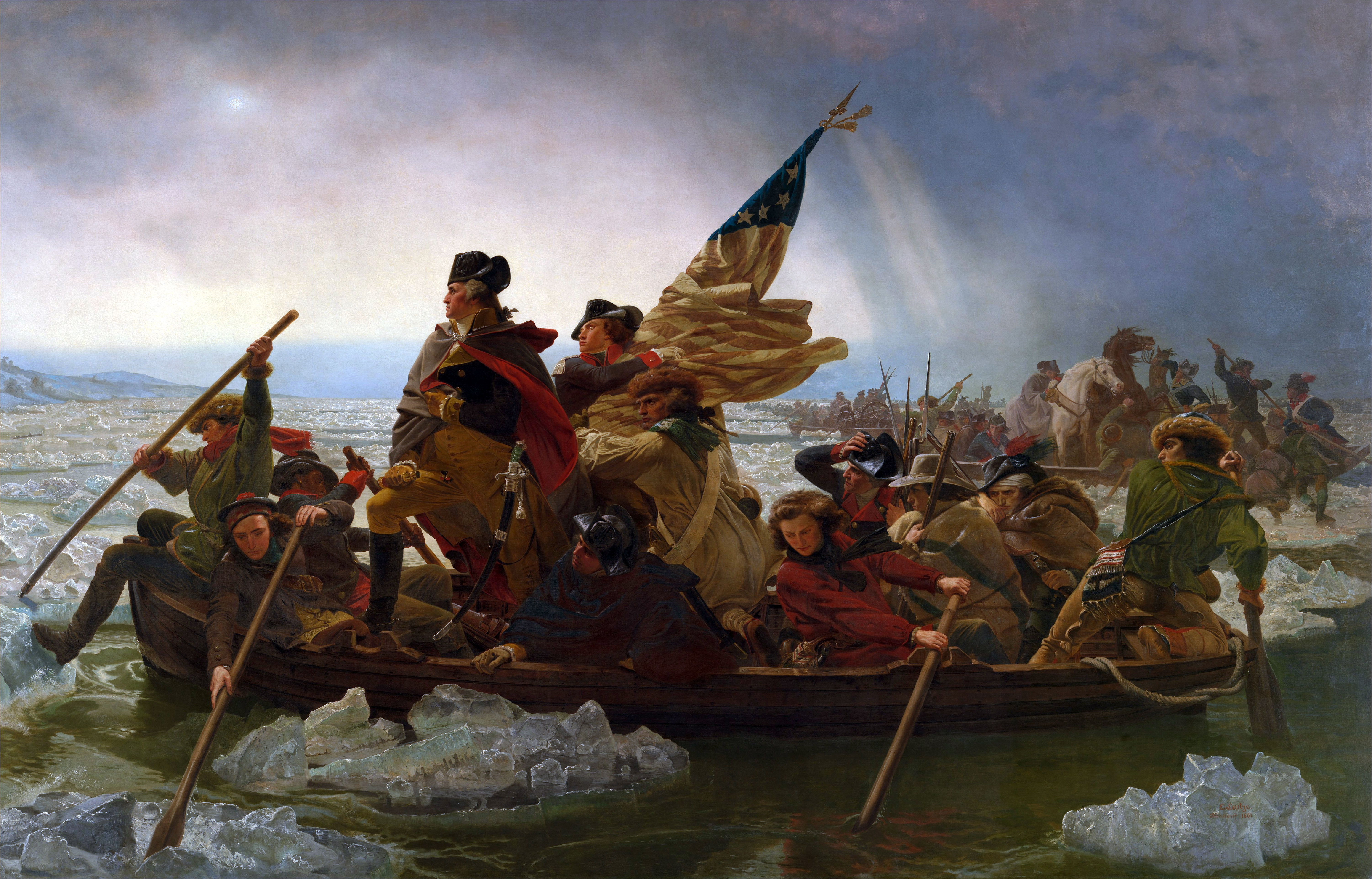
George Washington travessant el riu Delaware abans de la batalla de Trenton.